# かくざ父さん
『かくざ父さん』（かくざとうさん）とは、テレビ東京系のファイテンション☆デパート内で放送していた作品。実際の角砂糖を使用したパペットアニメーションである。
続編「ご存知！かくざ父さん」がファイテンション☆スクール内で2007年7月7日より放送されたが、『格言！かくざ父さん』へのマイナーチェンジを経て、2008年3月29日に終了した。

## あらすじ
いろんな物体と結婚をしたがる娘の糖子に、父親のかくざ父さんが慌てふためく物語。
ほとんどのエピソードは糖子が婚約者を連れて紹介するところから始まる。

## 登場人物
かくざ父さん
糖子が物心ついたときに妻を亡くし、男手一つで育て上げる。元警官。
頑固だが涙もろい面もあり、最初は結婚に反対するが婚約者の身の上話を聞いて感激し結婚を認める。
しかしその直後に婚約者にまつわるショッキングな出来事が起きて気を失うことが多い。糖子やその婚約者によって溶かされてしまう事も多い。
大事な物や思い出を壊されたりするなどしてショックを受けると声を荒らげて気を失う。
若いころはスポーツも万能でテニスや相撲が得意だったこともある。
糖子（とうこ）
いろんな物体と結婚をしたがる、かくざ父さんの娘。37歳のようだ。
『かくざ父さん』最終回では黒ざ父さんの息子・黒ざ透明人間と結婚したが、『ご存知！〜』では再び独身に戻っている。
『ご存知！～』では話によってNASAの長官、寿司屋の女将さん、妖怪のボス、大工、ウルトラマン、青木昆陽、ディスコの支配人等、様々な役柄に変身する。
かあさん
かくざ父さんの亡き妻。糖子の母。
かくざ父さんがピンチの時や、回想シーン等に現れる。
甘子
かくざ父さんの妹。
おせっかいな性格で、糖子の結婚を世話しようとしたり、怪しげな骨董品を持って来たりする。
新聞屋
かくざ父さんの家に『砂糖経済新聞』を配達する青年。「ちわ～新聞で～す」と現れる。ポジティブな性格らしい。
葬儀の司会もしている。
黒ざ父さん
警官時代のかくざ父さんの同僚。凶悪犯を捕えようとして殉職した。喋り方が丹波哲郎に似ている。
息子に黒ざ透明人間がいる。
諸星
大気圏突入容疑の凶悪犯。回想シーンに度々登場し、水鉄砲で黒ざ父さんを射殺した。
現在も指名手配書が街中に貼られている事から、まだ逮捕には至っていない模様。
星形煎餅の姿をしている。
8兵衛
数字の8の姿をした、そそっかしい男。頭部に手拭を載せている。口癖は「こいつは、うっかりですね」。
『ご存知！〜』第5話『娘のちりめん問屋』で、水戸黄モンブランの下男として登場したが、その後、単独で準レギュラー化。かくざ父さん達と同じ町内で、うっかり軒という食堂を経営しているらしい。
たびたび数字の「9兵衛」や「10兵衛」になっていることがある。
喋り方が高橋元太郎に似ている。
岩塩太郎
回想シーンに登場するおじさん。岩塩で出来ている以外、詳細は不明。
子供
かくざ父さんの家の庭先や門前に突然現れ、「ゲバ〜ゲバ〜」と歌う少年。近所に住んでいるようだが、詳細は不明。
ゲストキャラクター
糖子の婚約者やその関係者たち。ほうれん総理大臣、ちゃぶ台魔王、しょう勇者、刑事コロッケンボ、サンママ、一円マ大王等、名前が駄洒落のキャラクターが多い。クロワッサンのサンタクロースのように異なる設定で複数回登場したゲストキャラクターもいる。
ぬらりひょんや朱の盆といった妖怪も登場した。

## その他
- アニメ中によくゴンドラの唄が流れる。
- 物語の舞台は、カレンダーによると昭和45年である。

## CM
三井製糖のCMキャラクターとしてファイテンション☆デパートでは同社の上白糖を、ファイテンション☆スクールではすこしですむさとうを扱ったCMが制作、放映されている。
また、三井製糖から、かくざ父さんの角砂糖が発売されている。

## スタッフ
- 監督・制作・脚本：すなふえ
- 声の出演：坂本頼光がゲストを含め全ての声を務める。一部脚本、イラストも担当した。